# فاغنر (لاعب كرة قدم، و. 1985)
فاجنر (بالبرتغالية: Wagner Ferreira dos Santos‏) أو فاجنر فيريرا دوس سانتوس، مواليد 29 يناير 1985 من مدينة سيتي لاجوس، لاعب كرة قدم برازيلي .
انتقل لنادي الاتحاد السعودي في يناير 2007 في صفقه قيل انها حوالي 9 ملايين يورو. كما أنه مثل منتخب بلاده في أكثر من مناسبة، هو أحد اللاعبين البرازليين الذين يتمتعون بالتسجيل من الضربات الثابتة ومن خارج منطقة الجزاء. يعد من أفضل اللاعبين الأجانب الذين مروا على الدوري السعودي في العشريه الأخيرة.

## روابط خارجية
فاجنر على موقع اتحاد تركيا (لاعب) (الإنجليزية)
- فاجنر على موقع قاعدة بيانات كرة القدم.إي يو (الإنجليزية)
- فاجنر على موقع Soccerway.com (الإنجليزية)
- فاجنر على موقع عالم كرة القدم.نت (الإنجليزية)
- فاجنر على موقع كووورة